# Rhypopteryx minor
Rhypopteryx minor är en fjärilsart som beskrevs av Collenette 1938. Rhypopteryx minor ingår i släktet Rhypopteryx och familjen tofsspinnare. Inga underarter finns listade.